# Senzarespiro
Senzarespiro fu la prima tournée di Raffaella Carrà, iniziata nell'estate del 1972 nelle piazze e nei club italiani. 
La regia e le coreografie furono curate da Gino Landi, i costumi di Corrado Collabucci, arrangiamenti e direzione d'orchestra di Paolo Ormi, musiche originali e supervisione di Gianni Boncompagni.
Nello stesso anno la RCA pubblicò Raffaella... Senzarespiro un falso album dal vivo ricreato in studio seguendo la scaletta dello show.
La prima data del tour fu a Cesenatico, nel luglio del 1972. La tournée si concluse nel 1973.
In quel periodo Raffaella girò diversi Caroselli per  l'Agip, basati proprio su questo Show. La cantante presentò lo spettacolo a un disco per l'estate 1972.

## Scaletta
- Ma Che Sera
- Where Did Our Love Go
- Harraff
- Presentazione Orchestra
- Presentazione Ballerini:
  - Riff Leonardo
  - Riff Carmelo
  - Riff Enzo Paolo
  - Riff Gino
- Sensazionale
- Accidenti A Quella Sera
- Fantasia: 
  - Ma Che Musica Maestro
  - Perdono, Non Lo Faccio Più
  - Tuca Tuca
  - Borriquito
  - Chissà Se Va
- Tuca Tuca Sì
- She's Looking Good

## Ballerini
Coreografie Di Gino Landi
- Enzo Paolo Turchi (primo ballerino)
- Sandro D'Ettore
- Leonardo Forte
- Carmelo Anastasi
- Pino Di Bella

## Orchestra
Paolo Ormi E La Sua Orchestra
- Direttore D'Orchestra: Paolo Ormi
- Basso: Giuliano Guerrini
- Batteria: Ciro Cicco
- Chitarra: Loreto Lucchetti
- Percussioni: José Manero
- Organo: Alberto Verrecchia

## Impianto e attrezzature
- Quattro trombe
- Quattro tromboni
- Quattro sax
- Batteria
- Basso
- Chitarra
- Pianoforte
- Organo
- Timpani
- Sintetizzatore Moog
- Banco di messaggio a 12 canali stereofonici
- Due piastre d'eco
- Otto compressori
- Quattro filtri grafici
- Amplificazione di 1600 Watt indistorte
- Cinque radiomicrofoni